# Soleil Football Club
O Soleil FC é um clube de futebol do Benim. Disputa o Campeonato nacional do país.